# Farmacevtska kemija
Farmacevtska kemija je področje farmacije, ki preučuje učinkovine in pomožne snovi s kemičnega vidika. Farmacevtska kemija je zlasti pomembna pri analizi in sintezi zdravil ter pri odkrivanju novih učinkovin.
Farmacevtska kemija je izrazito interdisciplinarna veda, katere podlaga je organska kemija z nekaterimi področji anorganske kemije. Vključuje znanja iz biokemije, računalniške kemije, farmakologije, molekularne biologije, statistike in fizikalne kemije. 

## Načrtovanje zdravil

### Odkritje nove učinkovine
Prva stopnja pri načrtovanju zdravil vključuje identifikacijo nove aktivne substance, ki jo običajno odkrijejo pri rešetanju mnogo substanc na neko biološko lastnost. Takšna substanca predstavlja le potencialno učinkovino. Novo odkrite aktivne substance lahko izhajajo iz narave (spojine rastlinskega in živalskega izvora, spojine iz gliv), vendar jih danes večino sintetizirajo v laboratorijih. Viden napredek pri odkrivanju novih substanc je prinesla kombinatorna kemija - gre za tehnologijo, ki omogoča sintezo velike količine novih spojin v kratkem času. Kombinatorna kemija vključuje možnost minituarizacije in popolne robotizacije. Farmacevtske družbe po sintezi velike količine novih spojin pričnejo z rešetanjem na želene lastnosti.

### Optimizacija
Gre za drugo stopnjo v procesu načrtovanja nove učinkovine, kjer spojino, ki kaže ustrezno biološko aktivnost, optimirajo s spremembami v kemijski strukturi. S pomočjo QSAR študij ugotovijo strukturne elemente, ki so nosilci aktivnosti - farmakofore. Rezultat optimizacije spojine je spojina vodnica, ki izkazuje največjo aktivnost in selektivnost ter najmanjšo toksičnost.
Glej tudi: LADME in Pravilo Lipinskega

### Končni razvoj
Zadnja stopnja zajema pripravo kemične sinteze, preskušanje in oblikovanje končne farmacevtske oblike.